# Vilonya
Vilonya [viloňa] je obec v Maďarsku v župě Veszprém, spadající pod okres Várpalota. Nachází se asi 4 km západně od Berhidy a asi 14 km jihozápadně od Várpaloty. V roce 2015 zde žilo 615 obyvatel. Dle údajů z roku 2011 tvoří 91,1 % obyvatelstva Maďaři, 1,9 % Romové, 1,1 % Němci a 0,3 % Slováci, přičemž 8,9 % obyvatel se ke své národnosti nevyjádřilo.

## Sousední obce
| Růžice kompasu | Sóly              | Öskü     |         | Růžice kompasu |
| Růžice kompasu | Királyszentistván | Sever    | Berhida | Růžice kompasu |
| Růžice kompasu | Királyszentistván | Vilonya  | Berhida | Růžice kompasu |
| Růžice kompasu | Királyszentistván | Jih      | Berhida | Růžice kompasu |
| Růžice kompasu | Litér             | Papkeszi |         | Růžice kompasu |